# 福田靖
福田靖（日语：／ Fukuda Yasushi，1962年—）是日本的影視劇作家。山口縣周南市出身。明治學院大學肄業。曾就讀於勝田聲優學院，之後從事劇場工作，1995年正式成為電視編劇。著名作品包括《HERO》、《龍馬傳》等等。

## 劇本作品

### 電視劇本
有※記號者為共同編劇
- 急症群英系列 ※
- 蒙娜麗莎的微笑 ※
- HERO ※
- 時生 給父親的口信
- 破案天才伽利略 ※
- CHANGE
- 龍馬傳
- 最強名醫
- 最強名醫2
- 最強名醫3
- 無敵律師（2016年4 - 6月、朝日電視台）
- 只是先出生的我（2017年10 - 12月、NTV）
- 萬福（2018年10月 - 2019年3月、NHK晨間劇）[1]
- 寫不出來？編劇吉丸圭佑的無情節生活（2021年1 - 3月、朝日電視台）
- 邁向未來的10 Count（2022年4月 - 6月、朝日電視台）
- OLD ROOKIE（2022年7月 - 9月、TBS）
- 大追跡〜警視廳SSBC強行犯係〜（2025年7月 - 、朝日電視台）

### 電影劇本
- 催眠 與落合正幸合作編劇
- 陰陽師 與夢枕獏、江良至合作編劇
- 海猿系列
- HERO
- 嫌疑犯X的獻身
- 20世紀少年(第1章) 與長崎尚志、浦澤直樹、渡邊雄介合作編劇

## 得獎紀錄
- 2001年 - TV LIFE年度日劇大賞最佳劇本
- 2005年 - 日劇學院賞最佳劇本
- 2008年 - 日劇學院賞最佳劇本
- 2018年 - CONFiDENCE日劇大獎最佳劇本